# Octinodes megalops
Octinodes megalops là một loài bọ cánh cứng trong họ Cebrionidae. Loài này được Fall miêu tả khoa học năm 1910.